# Рибница (Молдавија)
Рибница (рум. Rîbnița/Râbnița, мол. и рус. Ры́бница, укр. Ри́бниця, јид. ריבניץ‎, Ribnitz, пољ. Rybnica) је град у Молдавији, под контролом отцепљене регије Придњестровља. Према попису из 2004. године, у Придњестовљу има 53,648 становника. Рибница се налази у северном делу Придњестровља, на левој обали Дњестра и одвојена је од реке бетонским насипом. Град је седиште Рибничког рејона.

## Историја
Рибница је основана 1628. године, као рутенско село, чије име значи „рибњак” (од речи рꙑба, „риба”). Почетком 1657, Рибница се спомиње у документима као важан град, који се у то време налазио у склопу заједнице Пољске и Литваније. Може се уочити јак западњачки утицај у овом бившем пољском граду . У 1793. години, Рибница постаје део Русије, преузимајући власт од Пољске. Седамнаестог марта 1944. године, током Другог светског рата нацисти су погубили око 400 затвореника, совјетских грађана у Рибници.

## Економија
У Рибници се налази највећа компанија у Придњестровљу, металуршки комбинат, чија вредност производње износи више од 500 милиона долара извоза на годишњем нивоу и традиционално се креће од 40% до 50% БДП-а Придњестровља. Остале индустрије су такође присутне у Рибници, укључујући и најстарију шећерану у Придњестровљу (основана 1898), алкохолно постројење и фабрику цемента. Град има велику железничку станицу и речну луку, као и супермаркет, „Шериф”.

## Људи и култура
У центру Рибнице се налазе високе грађевине као и места за излазак. Поседује много историјских и архитектонских издања, како у самом граду, тако и у његовој околини. Главна улица у граду је „улица Победе”. 

### Становништво
Године 1970, град је имао 32,400 становника, 1989. године 61,352 становника. Према попису становништва из 2004. године у Придњестровљу, град је имао 53,648 становника, укључујући 11,263 Молдаваца (Румуна), 24,898 Украјинаца, 11,738 Руса, 480 Пољака, 328 Белоруса, 220 Бугара, 166 Јевреја, 106 Немаца, 96 Гагауза, 71 Јермена, 38 Рома, и 4,245 других и неизјашњених.

### Религија
Рибница има три богослужбена места, која се налазе једна поред других: католичка црква, православна црква и синагога.

## Међународни односи
Рибница је побратимљена са:
- Дмитров, Русија
- Гола Пристан, Украјина
- Лејкланд, САД
- Виница, Украјина